# Vrbka (Budyně nad Ohří)
Vrbka je vesnice, část města Budyně nad Ohří v okrese Litoměřice. Nachází se asi 1,5 km na jihovýchod od Budyně nad Ohří. V roce 2009 zde bylo evidováno 66 adres. V roce 2011 zde trvale žilo 83 obyvatel.
Vrbka leží v katastrálním území Vrbka u Roudníčku o rozloze 2,72 km2.
Východně od vesnice se nachází přírodní památka Vrbka.

## Historie
Nejstarší písemná zmínka pochází z roku 1336.

## Obyvatelstvo
|                                                              | 1869 | 1880 | 1890 | 1900 | 1910 | 1921 | 1930 | 1950 | 1961 | 1970 | 1980 | 1991 | 2001 | 2011 |
| ------------------------------------------------------------ | ---- | ---- | ---- | ---- | ---- | ---- | ---- | ---- | ---- | ---- | ---- | ---- | ---- | ---- |
| Obyvatelé                                                    | 280  | 263  | 293  | 317  | 303  | 325  | 300  | 184  | 173  | 147  | 120  | 104  | 92   | 83   |
| Domy                                                         | 51   | 53   | 55   | 61   | 60   | 60   | 65   | 73   | 94   | 51   | 45   | 63   | 64   | 62   |
| Počet domů z roku 1961 zahrnuje domy místní části Roudníček. |      |      |      |      |      |      |      |      |      |      |      |      |      |      |